# Robert Simson

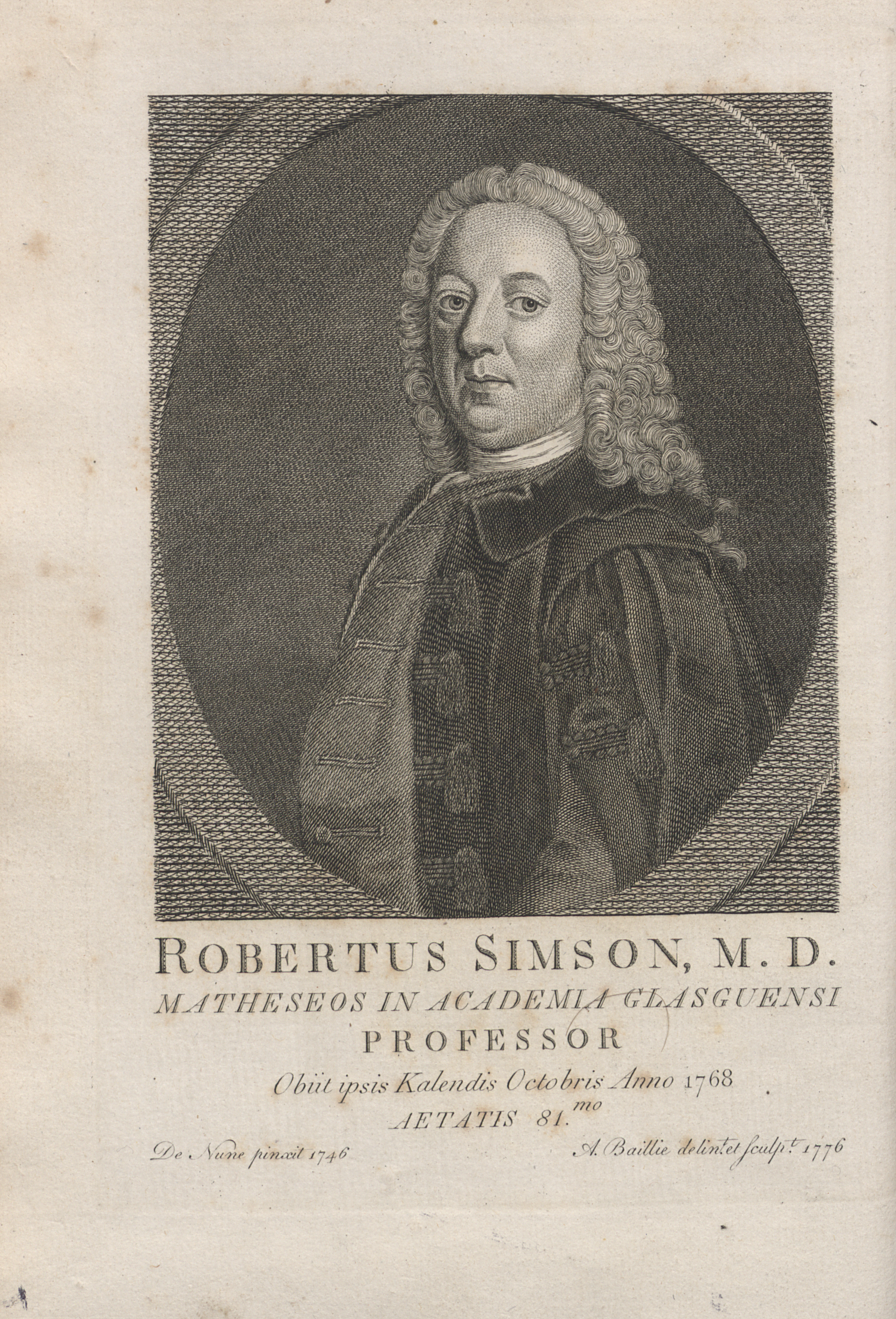
Opere, 1776

Robert Simson (14 ottobre 1687 – 1º ottobre 1768) è stato un matematico scozzese. Era professore di matematica all'università di Glasgow e la retta di Simson prende nome da lui.

## Opere
- (LA) Robert Simson, [Opere], Glasguae, Robert Foulis, Andrew Foulis, 1776. URL consultato il 14 giugno 2015.
  - De limitibus quantitatum et rationum
  - De logarithmis
  - De sectione determinata
  - De Porismatibus tractatus